# Velinci
 Velinci  falu Horvátországban Krapina-Zagorje megyében. Közigazgatásilag Kumrovechez tartozik.

## Fekvése
Zágrábtól 42 km-re északnyugatra, községközpontjától 3 km-re északra, a Horvát Zagorje északnyugati részén, a szlovén határ közelében fekszik.

## Története
A településnek 1857-ben 190, 1910-ben 312 lakosa volt. Trianonig Varasd vármegye Klanjeci járásához tartozott. A településnek 2001-ben 117 lakosa volt.

## Külső hivatkozások
- Kumrovec község hivatalos oldala